# 124398 Iraklisimonia
124398 Iraklisimonia è un asteroide della fascia principale. Scoperto nel 2001, presenta un'orbita caratterizzata da un semiasse maggiore pari a 3,0933239 au e da un'eccentricità di 0,1061525, inclinata di 2,29671° rispetto all'eclittica.